# Cratyna consentanea
Cratyna consentanea är en tvåvingeart som beskrevs av Werner Mohrig 1999. Cratyna consentanea ingår i släktet Cratyna och familjen sorgmyggor. Inga underarter finns listade i Catalogue of Life.